# Émile Nagant

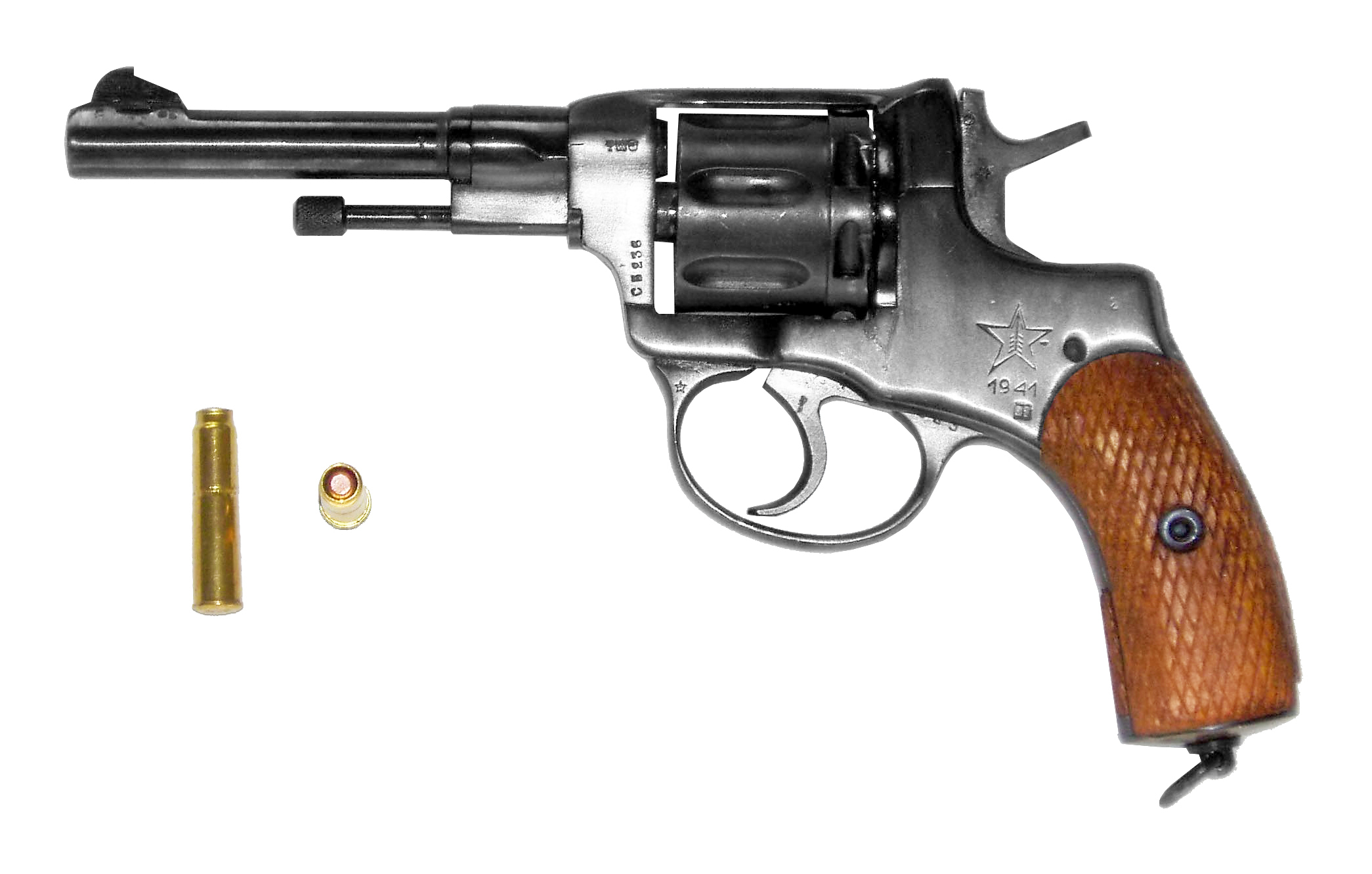
Rewolwer Nagant

Émile Nagant (ur. 1830, zm. 23 grudnia 1902) – belgijski inżynier i konstruktor broni.
Émile Nagant założył w końcu XIX wieku w Liège fabrykę, która produkowała samochody, maszyny oraz broń palną. Był konstruktorem wielu wzorów rewolwerów, m.in. rewolweru Nagant wz. 1887, który był przystosowany do naboju z prochem bezdymnym i przyjęty do uzbrojenia w Szwecji. Skonstruował również Nagant wz. 1893, którego używano m.in. w Rosji, a później w ZSRR (rewolwer Nagant wz. 1895) oraz Polsce (Nagant wz. 32). Twórca karabinu powtarzalnego, na którego bazie Siergiej Mosin opracował karabin Mosin wz. 1891.